# Código Penal de la República Dominicana
El Código Penal de la República Dominicana es el cuerpo normativo que establece los delitos, crímenes y contravenciones, así como las sanciones correspondientes en el territorio nacional. Su función es regular la responsabilidad penal y servir de base jurídica para la persecución y sanción de conductas que afectan el orden público, la seguridad y los derechos fundamentales. Es considerado uno de los pilares del sistema de justicia penal del país.
El nuevo Código Penal  fue promulgado el 3 de agosto de 2025 mediante la Ley núm. 74-25, por el presidente Luis Abinader. Esta legislación sustituye al código anterior, en vigor desde 1884, y forma parte de un proceso de reforma integral orientado a actualizar el marco penal del país.

## Antecedentes
El sistema jurídico de la República Dominicana se basa en la tradición legal francesa, que ha influido en la estructura de sus principales códigos, incluido el Código Penal. Su evolución ha pasado por distintas etapas, con influencias extranjeras y adaptaciones a la realidad nacional dominicana.

### Primera República (1844-1861)
Tras la declaración de independencia en 1844, la reciente nación dominicana adoptó casi de inmediato los códigos napoleónicos, que eran considerados los más modernos de la época. En 1845, el gobierno dominicano promulgó el Código Penal de la República Dominicana, que era una traducción y adaptación directa del Código Penal francés de 1810. Este primer código sentó las bases del derecho penal en el país y estableció la clasificación de las infracciones en crímenes, delitos y contravenciones, esta estructura jurídica se mantendría por más de un siglo.

### El Código Penal de 1884
El Código Penal promulgado en 1845 fue reemplazado en 1884 por un nuevo cuerpo legal inspirado en el modelo francés, que incorporó adaptaciones al ámbito jurídico de la República Dominicana. El código de 1884 mantuvo la estructura y principios generales del sistema penal francés, clasificando las infracciones en crímenes, delitos y contravenciones.
Desde su entrada en vigor, ha sido objeto de reformas parciales mediante leyes especiales, como la Ley 24-97 y la Ley 12-07, que introdujeron nuevos tipos penales y ajustaron sanciones. Aunque en 2014 se intentó aprobar un nuevo código, este fue declarado inconstitucional por el Tribunal Constitucional, por lo que el Código Penal de 1884 continuó en vigor hasta la promulgación del nuevo código mediante la ley núm. 74-25.

### Código Penal de 2025
La promulgación del nuevo Código Penal (Ley núm. 74-25) ha sido el resultado de un extenso y complejo proceso de debate legislativo. Durante años, la necesidad de reemplazar el obsoleto código de 1884 fue un tema recurrente entre juristas y en la sociedad dominicana, quienes señalaban que la legislación penal existente no respondía adecuadamente a los desafíos de la criminalidad moderna, la tecnología y los estándares internacionales de derechos humanos.
Este debate, marcado por múltiples intentos de reforma fallidos, reflejó las profundas divisiones en temas sensibles y la dificultad de alcanzar un consenso político y social, especialmente sobre las tres causales.
La aprobación de la Ley núm. 74-25 representó la culminación de un esfuerzo de reforma integral impulsado bajo la administración del presidente Luis Abinader, quien había instado al Congreso a priorizar esta modernización. Su promulgación se presentó como un avance importante para el sistema de justicia del país, con el objetivo de dotarlo de un marco legal más robusto y actualizado que permita una persecución de delitos más efectiva, fortalezca la seguridad ciudadana y proteja los derechos de las víctimas de manera más contundente.